# Weeksellaceae
Weeksellaceae es una familia de bacterias del orden Flavobacteriales.

## Taxonomía
Weeksellaceae contiene géneros de un clado antes perteneciente a Flavobacteriaceae que fue reclasificado en una nueva familia debido a que se consideraba que Flavobacteriaceae era un taxón parafilético. La mayoría de sus componentes son bacterias inmóviles, mientras que los que permanecieron en Flavobacteriaceae son habitualmente móviles, lo que constituye la diferencia fenotípica más importante.
A fecha de 2023, tiene clasificados 15 géneros:
- Algoriella Yang et al. 2016
- Apibacter Kwong and Moran 2016
- Bergeyella Vandamme et al. 1994
- Chishuiella Zhang et al. 2014
- Chryseobacterium Vandamme et al. 1994
- Cloacibacterium Allen et al. 2006
- Cruoricaptor Yassin et al. 2013
- Elizabethkingia Kim et al. 2005
- Empedobacter (ex Prévot 1961) Vandamme et al. 1994
- Frigoviflavimonas Menes et al. 2022
- Moheibacter Zhang et al. 2014
- Ornithobacterium Vandamme et al. 1994
- Riemerella Segers et al. 1993
- Spongiimonas Yoon et al. 2014
- Weeksella Holmes et al. 1987